# Resolució 1219 del Consell de Seguretat de les Nacions Unides
La Resolució 1219 del Consell de Seguretat de les Nacions Unides, adoptada per unanimitat el 31 de desembre de 1998 després de reafirmar la resolució 696 (1991) i totes les resolucions posteriors sobre Angola, en especial la 1202 (1998) i la 1213 (1998) el Consell va condemnar l'absència d'accions per determinar el destí de la tripulació i els passatgers a bord del Vol 806 de les Nacions Unides que es va estavellar el 26 de desembre de 1998.
El Consell de Seguretat va expressar la seva gran preocupació per l'estavellament del vol 806 de les Nacions Unides i la desaparició d'altres aeronaus sobre territoris angolesos controlats per UNITA. Va deplorar la falta de cooperació per aclarir les circumstàncies de l'incident i permetre una missió de recerca i rescat de les Nacions Unides. El Consell va exigir que Jonas Savimbi, el líder d'UNITA, respongués immediatament als recursos de les Nacions Unides per buscar i rescatar els possibles supervivents del vol 806. El vol portava 14 persones a bord i es va estavellar a 16 milles de Huambo.
La resolució va continuar expressant una nova preocupació per la creixent quantitat d'avions que van desaparèixer sobre el territori d'UNITA i va condemnar la manca de cooperació per determinar el destí de les tripulacions i passatgers implicats en aquests incidents. UNITA, en particular, havia de facilitar les investigacions sobre les desaparicions; si no es complís la resolució actual abans de l'11 de gener de 1999, es prendrien noves mesures.
Finalment, es va recordar a tots els països que compleixen la implementació de les sancions contra UNITA imposades en les resolucions 864 (1993), 1127 (1997) i la 1173 (1998)